# 근덕 단층

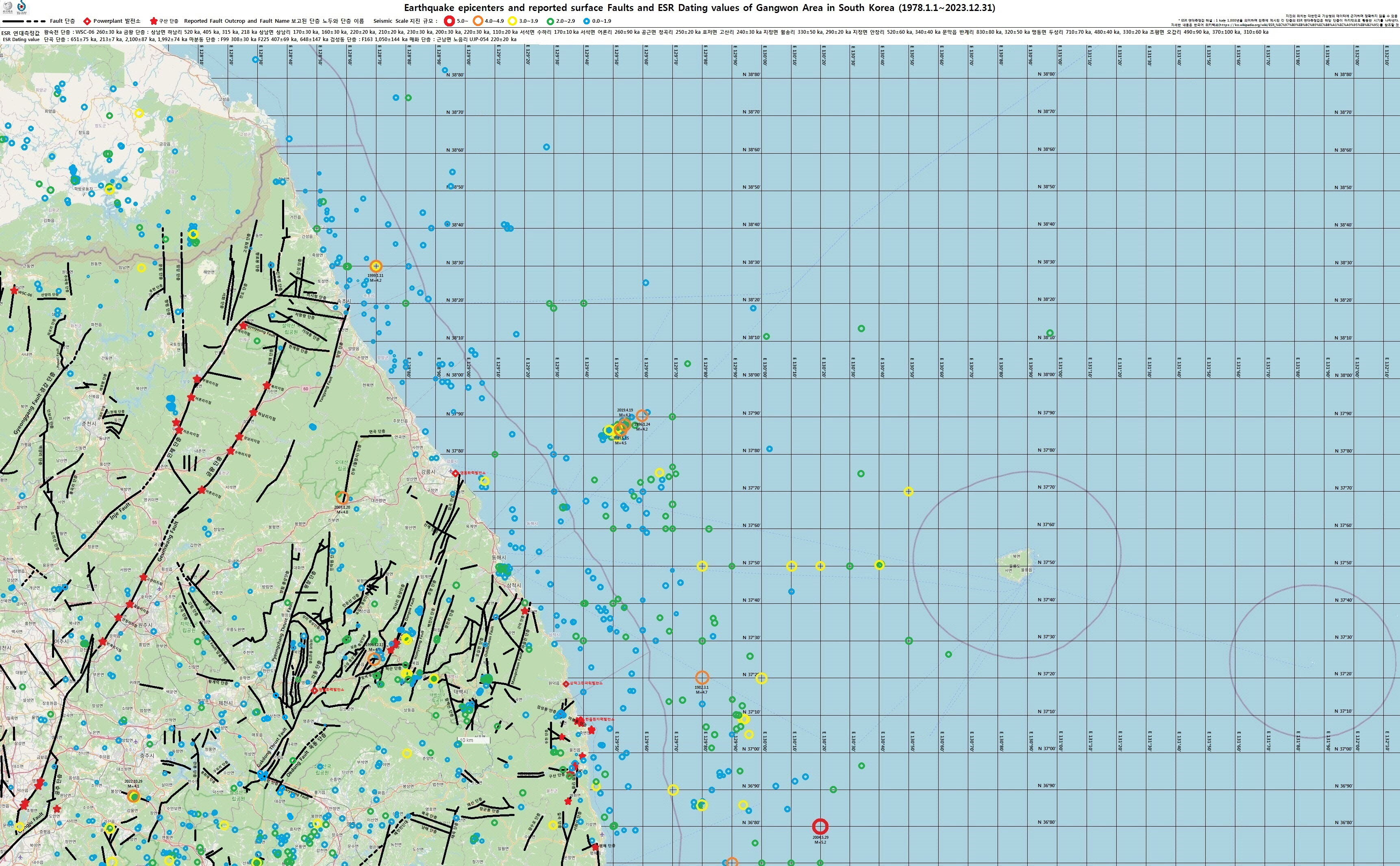
강원도와 동해안 지역의 지진(1978-2023)과 단층 분포도

한반도의 단층

근덕 단층은 강원특별자치도 삼척시에 있는 단층이다. 선형 구조를 따른 지형 변형 특성을 통해 제4기 단층으로 추정된다.

## 개요
근덕 단층은 선형구조를 따른 지형 변형 특성으로 인지를 통해 제4기 단층으로 추정되는 단층으로, 강원특별자치도 삼척시 근덕면의 초당 저수지로부터 약 35 m 남쪽지점(삼척시 근덕면 하맹방리 773, 북위 37°22'58.6" 동경 129°12'12.7")에서의 트렌치 조사를 통해 확인되었다. ESR 연대측정 분석 결과 또한 제4기 이전의 단층 활동 이력만을 지시하고 있다.
| 근덕 단층 | 근덕 단층                             |
| --------- | ------------------------------------- |
| 구간      | 경상북도 봉화군~강원특별자치도 삼척시 |
| 지질 지역 | 옥천 습곡대 동부                      |
| 성향      | 주향 이동                             |
| 주향      | 북북동-남남서                         |